# Abu Sufyan (Kordofan)
Bei Abu Sufyan handelt es sich um eine Ruinenstätte im heutigen Sudan. Sie liegt etwa 50 km westlich des Wadi el-Melek in der Region Kordofan.
Die Siedlung war überwiegend aus Lehmziegeln errichtet. Eine runde Steinmauer mit etwa 60 m Durchmesser schloss die Siedlung ein; in diese Mauer ist im Nordwesten eine stärker befestigte Zitadelle integriert. Die Siedlungsanlage datiert in die Zeit um Christi Geburt. Keramikfunde lassen vermuten, dass sie kulturell eng mit dem ca. 250 km südlich gelegenen Zankor verbunden war.
In der Umgebung der Siedlung fanden sich zum Teil ausgedehnte Tumulus-Friedhöfe. Einer dieser Tumuli wird in älterer Literatur hin und wieder fälschlicherweise als Pyramide bezeichnet.
Die Ruinenstadt wurde im Jahre 1923 durch Douglas Newbold entdeckt und kurz erforscht. Eingehendere archäologische Prospektionen und Sondagen fanden im Jahre 2005 unter der Leitung von Brigitte Gratien statt.